# لورا نيفا
لورا نيفا (بالبرتغالية: Laura Neiva‏) (ولدت في 21 سبتمبر 1993) ممثلة وعارضة أزياء برازيلية، تألقت في فيلم أدريفت، وهو أحد الأفلام المعروضة في
مهرجان كان السينمائي 2009.

## روابط خارجية
- لورا نيفا على موقع IMDb (الإنجليزية)
- لورا نيفا على موقع قاعدة بيانات الفيلم (الإنجليزية)